# 马福邦
马福邦（1934年7月26日—2004年5月30日），广东顺德人，反应堆工程专家，中国工程院院士，中国核工业总公司高级工程师、核反应堆工程技术专家。

## 生平
1951年9月考入北京大学，1952年9月转入清华大学电机系学习。1954年11月，参加中国共产党。1955年9月毕业后，分配到第二机械工业部（中国核武器研制的主管部门）原子能研究所，从事中国第一座从苏联引进的研究性重水实验堆的建造、消化吸收和改进提高工作。历任重水堆研究室操纵员、值班主任、技管组组长、总工程师、室主任。1960年代初，创造了堆外在役诊断堆内部件破损的“瞬态流量法”，该方法后推广应用于其他反应堆的检测。1978年“重水反应堆重大技术革新与技术改进”获中国科学大会奖。1979年作为技术负责人，领导主持了重水研究反应堆的改建工程，延长了反应堆的寿命，功率由10兆瓦提高到15兆瓦，最大中子通量增加了一倍，成为当时中子通量最高的以低浓铀做燃料的研究堆。1980年10月，任原子能研究所堆工部副主任。1983年，重水研究堆全部改用他主持研制的锆包壳U02燃料组件，提高了堆的安全性；6月任核工业部原子能研究所副所长。在向阿尔及利亚出口重水反应堆的工程项目中，任技术负责人。1984年7月，任核工业部科技核电局副局长。1985年，“重水反应堆的改建工程”获国家科学技术进步奖一等奖。1986年6月任核工业部核电局局长。1988年6月任核工业总公司党组成员、总经理助理兼核电局局长。1993年5月，任核工业总公司总工程师。1994年当选中国工程院院士。
1999年7月，任中国核工业集团顾问。曾担任核电集团秦山联营公司董事长、广东核电合营公司董事。他积极探索直接利用核电站乏燃料元件建造低温供热反应堆，用于城市居民供热或海水淡化方面的工作，在有关研究设计院的配合下，在技术方案、关键技术攻关等方面取得了初步成果。他在出差时，突发心脏病抢救无效，于2004年5月30日在杭州逝世。他为浙江秦山和广东大亚湾核电站的建设，以及在军用核动力科学研究工作中作出了重要的贡献。